# Der unbesiegbare Iron Man
Der unbesiegbare Iron Man (engl. Iron Man) ist eine US-amerikanische Zeichentrickserie, welche auf den Comic-Abenteuer des Iron Man des Verlages Marvel basieren. Sie wurde, zusammen mit der Serie Die Fantastischen Vier mit neuen Abenteuern, als Teil der Marvel Action Hour in den USA gezeigt.
In Deutschland wurde die Serie das erste Mal am 13. April 1996 auf RTL ausgestrahlt.

## Produktion und Veröffentlichung

### Staffel 1
Das Konzept der ersten Staffel beinhaltete episodenhafte Gut-gegen-Böse-Schlachten, wobei immer der Mandarin und seine Schergen den Kürzeren gezogen haben. Das Ziel des Mandarins war es, die Welt mithilfe der von Tony Stark entwickelten Waffen zu übernehmen. Er wurde von einem Team von Superschurken, bestehen aus Dreadknight, Blizzard, Blacklash, Grey Gargoyle, Hypnotia, Whirlwind, Living Laser, M.O.D.O.K., Fin Fang Foom und Justin Hammer, unterstützt. Aber auch Iron Man war nicht allein; so standen ihm in jeder Folge die Force Works, bestehend aus Century, War Machine, Scarlet Witch, Hawkeye und Spider-Woman, zur Seite.
Die erste Staffel wurde von dem Animationsstudio Rainbow Animation Group produziert.

### Staffel 2
1995 wurde die Marvel Action Hour durch Koko Enterprises produziert, wodurch auch neue Drehbuchautoren angeheuert wurden. 
Die Handlungen der Folgen bauten nun aufeinander auf. Auch der Mandarin war nicht mehr im Mittelpunkt jeder Folge, sondern verlor gleich am Beginn der Staffel seine Machtringe und trat erst wieder im zweiteiligen Staffelfinale in Erscheinung. Auch Iron Mans Team, Force Works, wurde am Beginn der Staffel aufgelöst, wodurch er zum zentralen Helden der Serie wurde. Viele Episoden basierten auf den Original-Comicbuchgeschichten von Stan Lee.
Die komplette Serie wurde 2009 auf 6 DVDs von Panini Video veröffentlicht. Auf den DVDs findet man aber nur die deutsche Fassung der Serie, die Original-Tonspur konnte für die DVD-Veröffentlichung nicht lizenziert werden.

## Folgen
Staffel 1
1. Das verschollene U-Boot (And The Sea Shall Give Up It's Dead)
2. Die Mumie (Rejoice! I Am Ultimo Thy Deliverer)
3. Falsche Daten (Data In - Chaos Out)
4. Tödliche Viren (Silence My Companion, My Death Destination)
5. Der Unzerstörbare (The Grim Reaper Wears A Teflon Coat)
6. Modoks Geheimnis (Enemy Within, Enemy Without)
7. Die Geschichte des Mandarin (Origin Of The Mandarin)
8. Operation Hypnose (Defection Of Hawkeye)
9. Der doppelte Iron Man, Teil 1 (Iron Man To The Second Power, Part 1)
10. Der doppelte Iron Man, Teil 2 (Iron Man To The Second Power, Part 2)
11. Die Herkunft des Iron Man, Teil 1 (Origin Of Iron Man, Part 1)
12. Die Herkunft des Iron Man, Teil 2 (Origin Of Iron Man, Part 2)
13. Der Roboter-Ehemann (The Wedding Of Iron Man)

Staffel 2
1. Die Stunde des Drachen (The Beast Within)
2. Feuer und Wasser (Fire & Rain)
3. Der Wächter von Starwell (Cell Of Iron)
4. Nur ein Sieg zählt (Not Far From The Tree)
5. Die dunkle Göttin (Beauty Knows No Pain)
6. Homer dreht durch (Ironman, On The Inside)
7. Ferne Grenzen (Distant Boundries)
8. Außer Kontrolle, Teil 1 (The Armor Wars, Part 1)
9. Außer Kontrolle, Teil 2 (The Armor Wars, Part 2)
10. Modoks große Stunde (Empowered)
11. Durch Raum und Zeit (Hulk Buster)
12. Die große Abrechnung, Teil 1 (Hands Of The Mandarin, Part 1)
13. Die große Abrechnung, Teil 2 (Hands Of The Mandarin, Part 2)

## Synchronisation
| Rolle                    | Englischer Sprecher                                           | Deutscher Sprecher                                                                                   |
| ------------------------ | ------------------------------------------------------------- | --- |
| Tony Stark/Iron Man      | Robert Hays                                                   | Manou Lubowski (Staffel 1) Crock Krumbiegel (Staffel 2)                                              |
| Mandarin                 | Ed Gilbert (Staffel 1) Robert Ito (Staffel 2)                 | Thomas Albus (Staffel 1, bis Folge 6) Oliver Stritzel (Staffel 1, ab Folge 7 bis zum Ende der Serie) |
| Century                  | James Warwick & Jim Cummings (Staffel 1) Tom Kane (Staffel 2) | Werner Abrolat (Staffel 1) Jan Odle (Staffel 2)                                                      |
| Clint Barton/Hawkeye     | John Reilly                                                   | Kai Taschner                                                                                         |
| Fing Fang Foom           | Neil Ross                                                     | Fred Klaus                                                                                           |
| H.O.M.E.R.               | Tom Kane                                                      | Philipp Moog                                                                                         |
| James Rhodes/War Machine | James Avery, Dorian Harewood                                  | Frank Muth                                                                                           |
| Justin Hammer            | Tony Steedman (Staffel 1) Efrem Zimbalist Jr. (Staffel 2)     | Norbert Gastell                                                                                      |
| MODOK                    | Jim Cummings                                                  | Michael Rüth                                                                                         |